# Шарлотта Коттон
Шарлотта Коттон (англ. Charlotte Cotton) — англійська кураторка і письменниця, авторка книжок про фотографію.
Вона обіймала такі посади, як голова відділу фотографії Волліс Анненберг у Музеї мистецтв округу Лос-Анджелес, керівниця відділу програмування в The Photographers' Gallery, Лондон, кураторка фотографії в Музеї Вікторії та Альберта, Лондон, а також кураторка-резидентка у Музеї мистецтв Катона та Каліфорнійському музеї фотографії.
Коттон була кураторкою низки виставок із сучасної фотографії, серед її публікацій — «Фотографія як сучасне мистецтво», «Неідеальна краса», «Тоді все затихло», «Ґай Бурден» і «Фотографія — це магія». Вона також є засновницею wordswithoutpictures.org (2008–9) та EitherAnd.org (2012). Книжка Words Without Pictures вийшла у видавництві Aperture 2010 року.

## Молодість та освіта
Коттон народилася в Котсволдсі в Англії. Вона вивчала історію мистецтва в Університеті Сассекса в Брайтоні.

## Кар'єра

### Музей Вікторії та Альберта
Коттон була кураторкою фотографій у Музеї Вікторії та Альберта з 1993 по 2004 рік. 1992 року почала працювати там інтерном. Була кураторкою багатьох виставок історичної та сучасної фотографії в музеї, зокрема: «Недосконала краса»: створення фотографій сучасної моди (2000), «З Японії» (2002), «Вхід і вихід»: сучасна документальна фотографія (2003) і «Ґай Бурден» (2003).

### The Photographers' Gallery
З 2004 по 2005 рік Коттон очолювала відділ програмування в The Photographers' Gallery, Лондон.

### Музей мистецтв округу Лос-Анджелес
З 2007 по 2009 рік Коттон була кураторкою і керівницею відділу фотографії Волліс Анненберг у Музеї мистецтв округу Лос-Анджелес (LACMA).
«Кар’єра Шарлотти поєднує традиційне та сучасне. Це її справжня сила», – сказав директор LACMA Майкл Ґован. «У «Музеї Вікторії та Альберта» вона працювала з колекцією з приблизно 300 000 фотографій, яка містить надзвичайні матеріали XIX — початку XX століття, тож вона здобула ґрунтовний досвід роботи з великою музейною колекцією та історичними матеріалами.
Потім вона залишила його, щоб експериментувати й краще зрозуміти сучасну фотографію. Вона має величезний досвід і не боялася ризикувати. Це гарне поєднання».

### Інші посади
Вона також обіймала посади креативної директорки в Національному музеї медіа, Великобританія, і кураторки-резидентки нового музею та простору для подій Міжнародного центру фотографії за адресою Бавері, 250, а також кураторки-резидентки в Metabolic Studio, Луїзіана, де брала участь у програмі, присвяченій спадщині Woman's Building, яку заснували Джуді Чикаго, Шейла Леврант де Бреттвіль та Арлін Рейвен. Зараз вона є кураторкою Каліфорнійського музею фотографії у Ріверсайді, Каліфорнія.
Коттон була запрошеною критикинею і науковицею у багатьох університетах і школах США та Великобританії, зокрема: NYU Tisch, Нью-Йорк; CCA, Сан-Франциско; Парсонс і SVA, Нью-Йорк; Єльський університет, Нью-Гейвен; UPenn, Філадельфія; і UCLA, USC, UC Irvine, Лос-Анджелес; Farnham College, Surrey Institute of Design, Великобританія[джерело?].

## Праці

### Фотографія як сучасне мистецтво
Книжка «Фотографія як сучасне мистецтво» є вступом до сучасної артфотографії: у ній окреслено її найважливіші риси та теми, а також підкреслено її плюралізм через огляд найвизначніших і найбільш новаторських авторів.
У книзі відтворено роботи майже 250 фотографів, від визнаних художників, як-от Айзи Гензкена, Джеффа Волла, Софі Калле, Томаса Деманда, Нан Ґолдін і Шеррі Левін, до нових талантів, як-от Валеад Бешті, Джейсона Еванса, Лукаса Блелока, Сари ВандерБік і Вівіан Сассен.
Перше видання книжки «Фотографія як сучасне мистецтво» вийшло 2004 року. Третє видання вийшло 2014 року та має новий вступ і розширений останній розділ.
Книжка «Фотографія як сучасне мистецтво» вийшла дев’ятьма мовами.

### Фотографія – це магія
«Фотографія – це магія» — критичне дослідження, що охоплює роботи понад вісімдесяти митців, кожен із яких експериментує з фотографічними ідеями в контексті сучасного візуального середовища, сформованого епохою Web 2.0. Книжка «Фотографія – це магія» досліджує понад вісімдесят митців, чиї практики формують можливості сучасного фотографічного ландшафту. Серед співавторів – Елад Лессрі, Сара ВанДерБік і Кейт Стеків.

## Кураторські проєкти
Виставки, які організувала та співорганізувала Коттон:
- Fashion on Paper & Contemporary Fashion Photography, Victoria and Albert Museum, London, 1997
- Information Units: A digital programme exploring the V&A's Photography Collection. Devised and launched between April and November 1998
- Silver & Syrup: a selected history of photography, Victoria and Albert Museum, London, 1998/99
- Triple Exposure: Three Photographers From the Sixties, Victoria and Albert Museum, London, 1999/2000
- Attitude: A History of Posing, Victoria and Albert Museum, London, 2000/01
- Imperfect Beauty: The Making of Contemporary Fashion Photographs, Victoria and Albert Museum, London, 2000/01
- Out of Japan: Felice Beato, Masahisa Fukase, Naoya Hatakeyama, Victoria and Albert Museum, London, 2001/02
- Stepping In and Out: Contemporary Documentary Photography: Roger Ballen, Tina Barney, Donovan Wylie, Clare Richardson, Albrecht Tubke, Victoria and Albert Museum, London, 2002/03[10]
- Guy Bourdin, Victoria and Albert Museum, London (2003); National Gallery Victoria (2003); Centre Nationale de la Photographie Paris (2004); Foam Amsterdam (2004)
- History in the Making: Mitch Epstein, Adam Broomberg and Oliver Chanarin, Ori Gersht, Zineb Sedira, Zoran Nazkovski. Circulos des Bellas Artes, Madrid PhotoEspana, 2004
- Stories from Russia: Melanie Manchot & David King, The Photographers' Gallery, London, 2005
- Art + Commerce Festival of Emerging Photographers, The Tobacco Warehouse, Brooklyn, 2005; MOC Gallery, Tokyo (2006); Fendi Gallery, Milan (2006); Matadero Madrid (2006, PHotoEspaña); Center for Photography, Stockholm (2006, XpoSweden)
- Philip-Lorca diCorcia, LACMA, Los Angeles, 2008[11]
- The Marjorie and Leonard Vernon Collection, LACMA, Los Angeles, 2008/09[12]
- Vanity Fair Portraits: Photographs 1913 ~ 2008, LACMA, Los Angeles, 2008/09 [13]
- A Machine Project Field Guide to the LA County Museum of Art, LACMA, Los Angeles, 2008[14]
- EATLACMA, LACMA, Los Angeles, 2010 [15]
- Brighton Photo Fringe, Phoenix Arts, Brighton, 2011
- Krakow Photomonth: Photography in Everyday Life, Bunkier Sztuki, Krakow, 2012[16]
- Daegu Photo Biennale: Photography Is Magic!, Daegu Arts and Culture Centre, Daegu, 2012
- Photoespaña 2014: P2P, Teatro Fernan Gomez, Madrid, 2014[17]
- This Place,  DOX Centre for Contemporary Art, Prague, 2014/15; Tel Aviv Museum, 2015; Norton Museum, Palm Beach, 2015; Brooklyn Museum, Brooklyn, 2016[18]
- SupraEnvironmental, Katonah Museum of Art, New York, 2015/16 [19]
- Photography is Magic: Aperture Summer Open, Aperture Foundation, New York, 2016 [20]
- Public, Private, Secret, International Center of Photography, New York, 2016/17 [21]
- Close Enough: New Perspectives from 12 Women Photographers of Magnum, International Center of Photography, New York, 29 September 2022 – 9 January 2023[22]

## Публікації
Книжки, авторкою і редакторкою яких є Коттон:
- Cotton, Charlotte (2000). 'Imperfect Beauty: The Making of Contemporary Fashion Photographs. V&A. ISBN 1851773207.
- Cotton, Charlotte (2003). Guy Bourdin. V&A. ISBN 1851773991.
- Cotton, Charlotte (2003). Then Things Went Quiet. MW Projects. ISBN 0954631102.
- Cotton, Charlotte (2005). Peek: The Art+Commerce Festival of Emerging Photographers. Art+Commerce. ISBN 0977313905. (Editor, essay)
- Cotton, Charlotte (2009). Paul Graham: A Series of Conversations between the photographer Paul Graham and Charlotte Cotton. Fabrica Madrid. ISBN 9788496466760.
- Cotton, Charlotte (2009). The Marjorie and Leonard Vernon Collection. LACMA. (Essay, published for LACMA)
- Cotton, Charlotte (2009). Words Without Pictures. LACMA. ISBN 9780875872032. (Founder of wordswithoutpictures.org, co-editor, essay, published for LACMA)
- Cotton, Charlotte (2009). The Sun as Error: Shannon Ebner in Collaboration with Dexter Sinister. LACMA. ISBN 9780875872001. (Commissioned and published for LACMA)
- Cotton, Charlotte (2009). The Machine Project Field Guide to LACMA. Machine Project Press. ISBN 9780061714573. (Essay, co-published for LACMA)
- Cotton, Charlotte (2010). Four Over One: Phil Chang. LACMA. ISBN 9780875872049. (Commissioned and published for LACMA)
- Cotton, Charlotte (2010). Bananas for Moholy Nagy: Patterson Beckwith. LACMA. (Commissioned and published for LACMA)
- Cotton, Charlotte (2012). Photography is Magic!. Daegu Photo Biennale. (Exhibition catalogue, essay, artists' biographies)
- Cotton, Charlotte (2014). The Photograph as Contemporary Art (World of Art). Thames & Hudson. ISBN 978-0500204184. (Third edition with new introduction and extended final chapter)
- Cotton, Charlotte (2014). This Place. Mack. ISBN 978-1910164136. (Exhibition catalogue, editor, essay, interviews)
- Cotton, Charlotte (2015). Photography is Magic. Aperture. ISBN 978-1597113311ISBN 978-1597113311.
- Cotton, Charlotte (2018). Public, Private, Secret: On Photography and the Configuration of Self. Aperture. ISBN 1597114383ISBN 1597114383
- Cotton, Charlotte (2018). Fashion Image Revolution. Prestel. ISBN 9783791383781ISBN 9783791383781

## Переклади українською
2022 року у видавництві «ArtHuss» вийшов український переклад книжки «Фотографія як сучасне мистецтво (Світ мистецтва)». Перекладачка — Яна Босак.